# Niedermuhlern
Niedermuhlern es una comuna suiza del cantón de Berna, situada en el distrito administrativo de Berna-Mittelland. Limita al norte con la comuna de Wald, al este con Noflen, al sur con Rüeggisberg, y al oeste con Oberbalm y Wald.

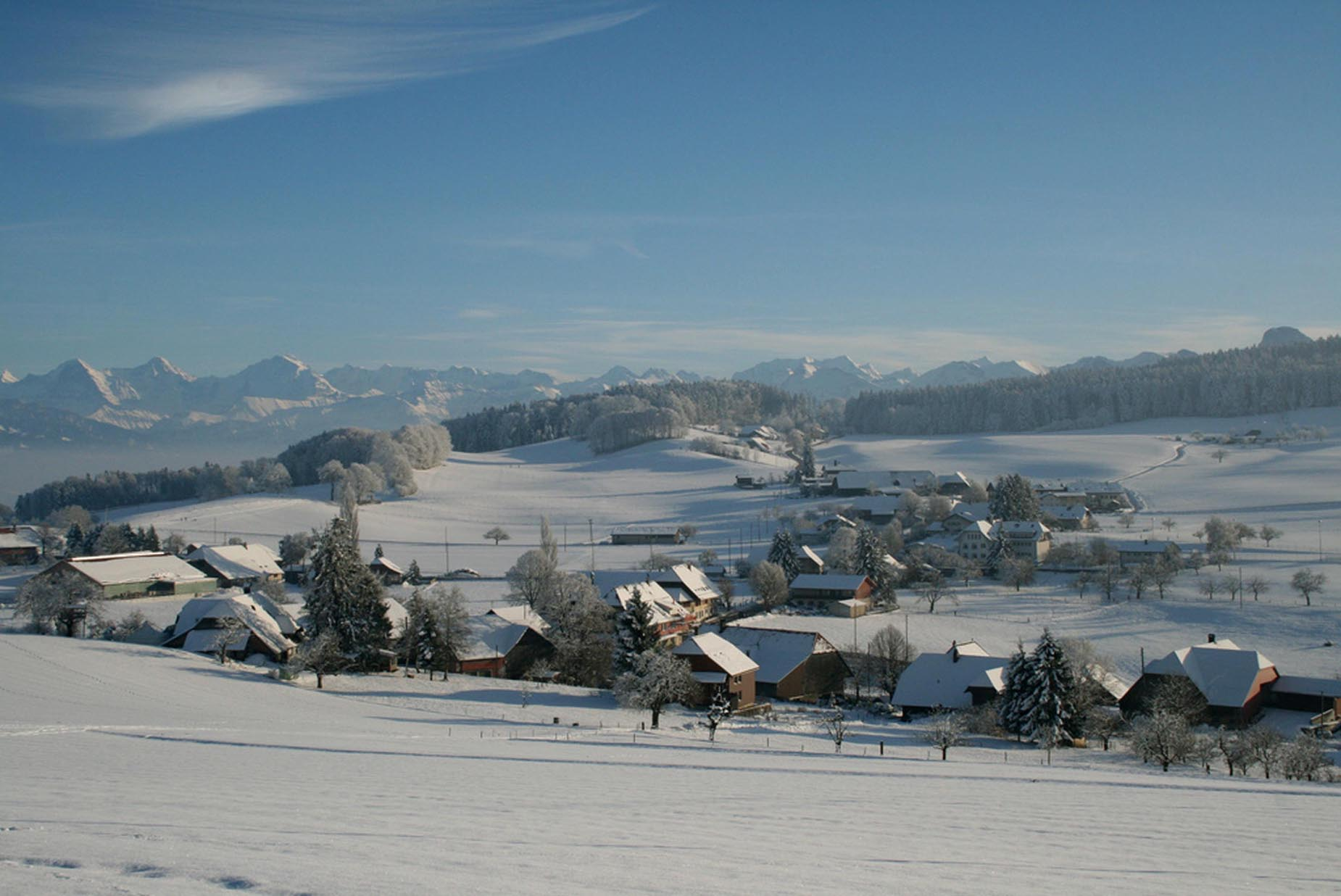
Niedermuhlern, en invierno

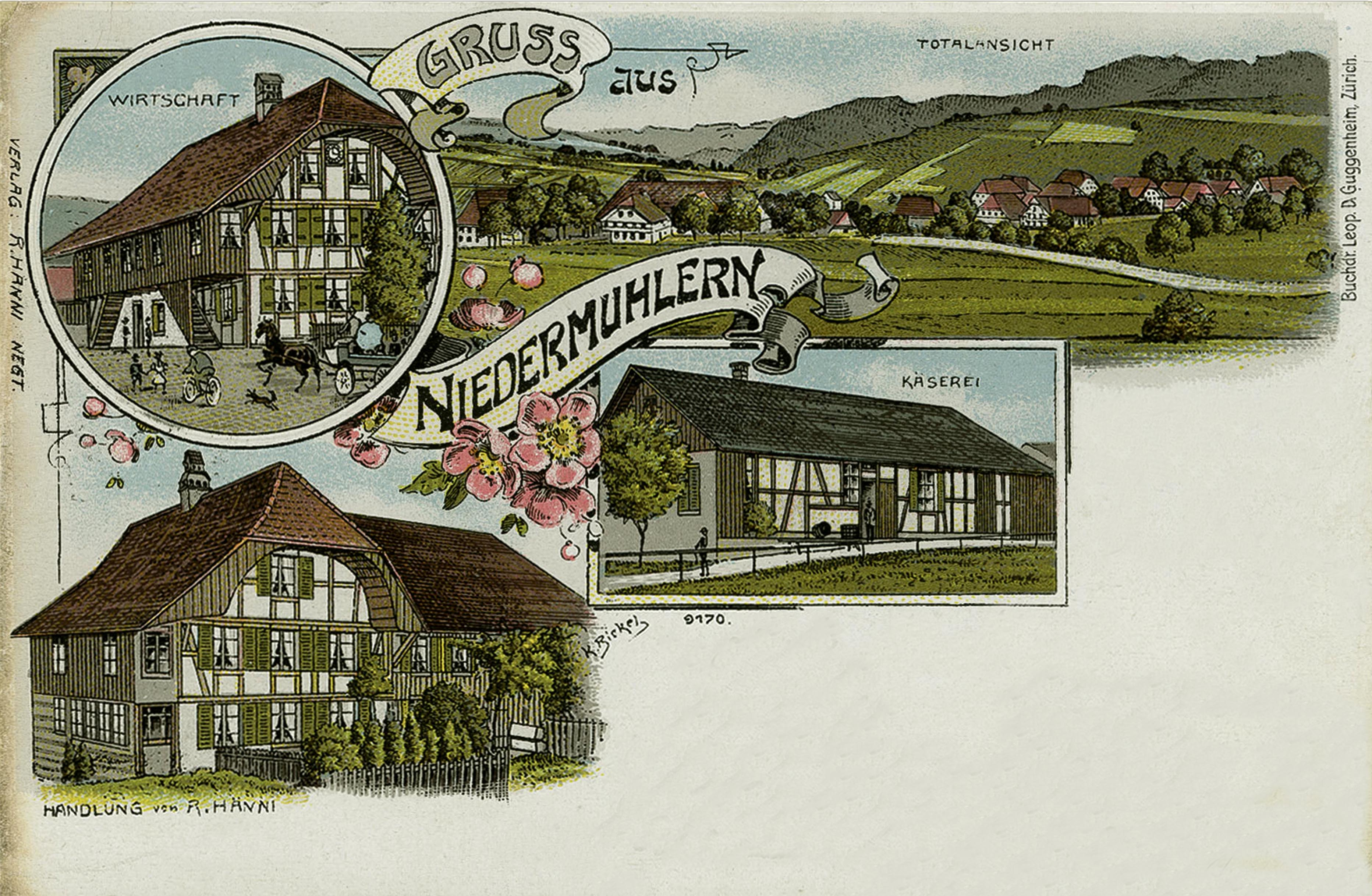
tarjeta postal de Niedermuhlern, ca. 1900

Hasta el 31 de diciembre de 2009 situada en el distrito de Seftigen.